# Ninioro
Ninioro est une localité du nord de la Côte d'Ivoire qui se situe dans le département de Boundiali, dans la région des savanes. Peuplé de quelques centaines d'individus, Ninioro est situé à 67 kilomètres de son chef-lieu de département, Boundiali. Sa population est à majorité Sénoufo et cultivatrice.